# Cormac Murphy-O'Connor
Cormac Murphy-O'Connor, angleški duhovnik, škof in kardinal, * 24. avgust 1932, Reading, † 1. september 2017.

## Življenjepis
28. oktobra 1956 je prejel duhovniško posvečenje.
17. novembra 1977 je bil imenovan za škofa Arundel and Brightona; škofovsko posvečenje je prejel 21. decembra istega leta.
15. februarja 2000 je bil imenovan za nadškofa Westminstra (do svoje upokojitve leta 2009).
21. februarja 2001 je bil povzdignjen v kardinala in imenovan za kardinal-duhovnika Santa Maria sopra Minerva.